# Chak Amru
Chak Amru (en ourdou : چک امرُو) est une ville du tehsil de Shakargarh, dans le district de Narowal, province du Pendjab, au Pakistan. Elle est située à proximité de la frontière entre le Pakistan et l’Inde.
La ville tire son nom de Lala Amarnath, un riche homme d'affaires qui, durant la période du Raj britannique, a joué un rôle déterminant dans le peuplement et le développement de la région, avant la partition des Indes.
Chak Amru possède une gare ferroviaire, la gare de Chak Amru (Chak Amru railway station).
En mai 2025, Chak Amru est ciblée par les attaques de l'opération indienne Sindoor (voir : Frappes indo-pakistanaises de 2025).